# Mathieu Drujon
Mathieu Drujon (* 1. Februar 1983 in Troyes) ist ein ehemaliger französischer Radrennfahrer.

## Sportliche Laufbahn
2004 gewann Mathieu Drujon eine Etappe der Ronde de l’Isard. 2009 war er Mitglied des Teams Caisse d’Epargne, das das Mannschaftszeitfahren der Mittelmeer-Rundfahrt für sich entschied. 2013 siegte er beim Classic Sud Ardèche. Ende der Saison 2013 beendete er seine Karriere.
Der ehemalige Radsportler Henri Wasilewski (* 1930) ist Drujons Großvater. Gemeinsam mit seinem Bruder Benoît Drujon fuhr er 2012 und 2013 bei Auber 93.

## Erfolge
2004
- eine Etappe Ronde de l’Isard

2009
- Mannschaftszeitfahren Mittelmeer-Rundfahrt

2013
- Classic Sud Ardèche

## Teams
- 2004 Brioches La Boulangère (Stagiaire)
- 2005 Française des Jeux (Stagiaire)
- 2006 Auber 93
- 2007 Auber 93
- 2008 Caisse d’Epargne
- 2009 Caisse d’Epargne
- 2010 Caisse d’Epargne
- 2011 Big Mat-Auber 93
- 2012 Auber 93
- 2013 BigMat-Auber 93